# هروشووانی و برنا
هروشووانی و برنا (به چکی: Hrušovany u Brna) یک منطقهٔ مسکونی در جمهوری چک است که در ناحیه برنو-تسوونتری واقع شده‌است. هروشووانی و برنا ۹٫۰۸ کیلومتر مربع مساحت و ۳٬۰۶۹ نفر جمعیت دارد و ۱۸۴ متر بالاتر از سطح دریا واقع شده‌است.